# Suboxid uhlíku
Suboxid uhlíku je chemická sloučenina se vzorcem O=C=C=C=O; díky čtyřem po sobě jdoucím dvojným vazbám patří mezi kumuleny. Je jedním ze stabilních členů homologické řady sloučenin s obecným vzorcem O=Cn=O společně s oxidem uhličitým (CO2) a dioxidem pentauhlíku (C5O2). Při opatrném přečišťování může být za pokojové teploty ve tmě stabilní, ovšem za určitých podmínek se polymerizuje.
Při pokojové teplotě jde o plyn či olejovitou kapalinu se silným zápachem.

## Historie
Tuto látku objevil roku 1873 Benjamin Brodie působením elektrického proudu na oxid uhelnatý; předpokládal, že produkt bude součástí řady oxidů uhlíku se vzorci Cx+1Ox (C2O,C3O2, C4O3, C5O4…), ovšem připraven byl dosud pouze C3O2. V roce 1891 si Marcellin Berthelot všiml, že zahříváním čistého oxidu uhelnatého na teplotu kolem 550 °C vznikají malá množství oxidu uhličitého, ovšem ne uhlík, a navrhl, že by mohl místo toho vznikat oxid uhlíku bohatý na uhlík, který nazval „suboxid“, u nějž předpokládal vzorec C2O. Později Otto Diels použil pro tuto látku názvy dikarbonylmethan a dioxallen.

## Příprava
Suboxid uhlíku se připravuje zahříváním suché směsi oxidu fosforečného s kyselinou malonovou nebo jejími estery; lze jej tedy považovat za anhydrid malonanhydridu, případně za „dvojnásobný anhydrid“ kyseliny malonové.
Další způsoby přípravy, stejně jako různé reakce této látky, byly zveřejněny v roce 1930.

## Polymerizace
Suboxid uhlíku se samovolně polymerizuje na červenou, žlutou či černou pevnou látku, která má pravděpodobně poly-α pyronovou strukturu, podobnou struktuře 2-pyronu (α pyronu); počet monomerů v jedné molekule polymeru je proměnlivý. Roku 1969 se objevila domněnka, že je barva povrchu Marsu způsobována právě touto látkou, což bylo vyvráceno sondami z programu Viking (toto zbarvení je ve skutečnosti způsobeno oxidy železa).

## Použití
Suboxid uhlíku se používá na přípravu malonátů a ke zlepšení afinity kožešin vůči barvám.